# نعمات سامي
نعمات سامي ممثلة مصرية، بدأت نشاطها الفنى في نهاية الأربعينيات وأدت أدواراً ثانوية في 6 أفلام كان آخرها عام 1968.

## قائمة أفلامها
- فيلم «عدو المجتمع» للمخرج إبراهيم عمارة عام 1947[3]
- فيلم «خاتم سليمان» للمخرج حسن رمزي عام 1947[4]
- فيلم «عاشت في الظلام» للمخرج السيد زيادة عام 1948[5]
- فيلم «جواهر» للمخرج محمد عبد الجواد عام 1949[6]
- فيلم «الله أكبر» للمخرج حسام الدين مصطفى عام 1959[7]
- فيلم «القضية 68» للمخرج صلاح أبو سيف عام 1968[8]

## روابط خارجية
- نعمات سامي على موقع IMDb (الإنجليزية)
- نعمات سامي على موقع الدهليز
- نعمات سامي على موقع قاعدة بيانات الأفلام العربية